# Chen Chu (dyplomata)
Chen Chu (ur. 1917 w Rongcheng w prow. Shandong, zm. 27 stycznia 1996 w Pekinie; chiń. 陈楚) – chiński dyplomata. Pierwszy ambasador Chińskiej Republiki Ludowej w Japonii. Pełnił tę funkcję od kwietnia 1973 do grudnia 1976. W latach 1977–1980 ambasador Chin przy ONZ.